# 筒井家住宅
筒井家住宅（つついけじゅうたく）は、大阪府堺市北区に所在する歴史的建築物（古民家）。主屋等が国の登録有形文化財に登録されており、また敷地内に生えている「百舌鳥のくす」が大阪府の天然記念物に指定されている。

## 概要
百舌鳥古墳群の中央部に位置する江戸時代初期の新田「夕雲開」の実質的開発者である木地屋庄衛門（筒井氏）の管理所として建築され、後に住居化された。2020年（令和2年）4月3日付けで以下の物件が国の登録有形文化財に登録された。
- 主屋 – 敷地ほぼ中央に南面して建つ入母屋造、茅葺きで、四周に下屋を廻す。西に広い土間、東に２列６室を並べ、北面中央と北東に角屋が突出する。新田の管理所として建築された。江戸時代前期、同後期・末期増築
- 座敷棟 - 主屋に本拠を移すために居住用に建てられ、後座敷棟に改造された数寄屋風。江戸中期、同後期増築
- 茶室 – 座敷棟の北東に接続し、三畳台目の茶室に水屋が付属する。手前座と床の配置から屋根が複雑な形状をなす。江戸後期
- 門長屋- 鉤の手に折れる変化を持つ。江戸中期
- 土蔵 – 当家に残る唯一の土蔵で、新田管理所としての様相を伝える。江戸後期
- 土塀 - 敷地周囲に巡らされている。江戸中期

## 百舌鳥のくす
当宅南側にあるクスは胸高径2.7メートル、幹周10.1メートル、樹高13メートルの巨木であり、樹齢は800年から1000年とされる。厚い樹皮に覆われ、幹内には大きな洞が開いた神秘的な特徴を持ち、江戸時代には雨乞いの効験があると祀られた。1970年（昭和45年）2月20日に大阪府の天然記念物に指定された。

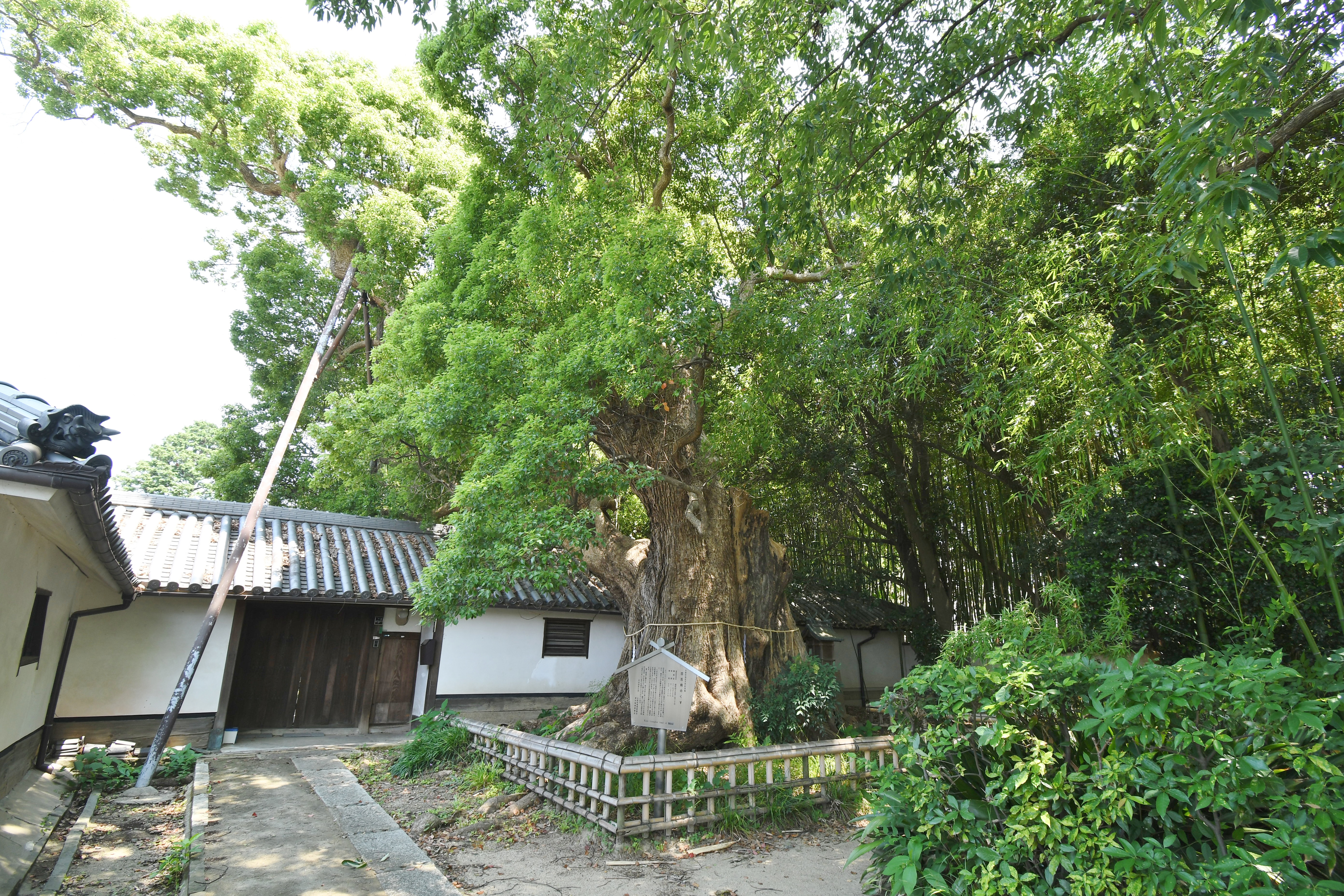
百舌鳥のくす

## 交通アクセス
- 南海高野線中百舌鳥駅より徒歩5分